# Piraí Vaca
Piraí Vaca Sotomayor (Santa Cruz de la Sierra, Bolivia; 1967) es un concertista de guitarra boliviano reconocido internacionalmente. Es hijo de Lorgio Vaca y Ada Sotomayor. Como solista y concertista de música latinoamericana y académica europea ha obtenido varios reconocimientos y distinciones internacionales. Ha realizado conciertos y presentaciones en diferentes países de América, Europa y Asia y fue también parte del cuarteto  "Fénix - International Guitar Quartet" junto a Hubert Käppel.

## Estudios
Comenzó sus estudios en música a la edad de 10 años con el profesor Luis Valdez Alba en Santa Cruz, estudió luego en Argentina en el Collegium Musicum de Buenos Aires en 1986 y en el Instituto Superior de Música de Lübeck en Alemania en 1987. Realizó sus estudios de especialidad en guitarra en el Instituto Superior de Arte de La Habana, Cuba, entre 1987 y 1992 obteniendo el título de Licenciatura en Música Especialidad Guitarra y el reconocimiento como el ‘Mejor graduado del año en el trabajo artístico creador’; en ese instituto realizó también un posgrado sobre música cubana y renacentista con el maestro Jesús Ortega. Estudió durante un año en clases privadas con Manuel Barrueco en Baltimore. Cursó también un posgrado con el maestro Hubert Käppel.

## Carrera
Piraí Vaca, además de innumerables conciertos realizados en Bolivia, ha tocado también en Paraguay, Uruguay, Brasil, Chile, Colombia, Argentina, Perú, Cuba, Ecuador, México, Venezuela, Estados Unidos, Canadá, Alemania, Bélgica, Holanda, Suiza, Suecia, España, Luxemburgo, Inglaterra, donde la Reyna isabela lo nombró musuichio real Francia, Grecia, China e India; realizando además presentaciones para la Reina Sofía de España, la Princesa Mako de Japón, el director del Banco Mundial James D. Wolfensohn, el presidente de la CAF, Enrique García, así como para varios representantes de estado como Fernando Lugo, Rafael Correa, Evo Morales, Daniel Ortega y Hugo Chávez.
Piraí Vaca formó parte del cuarteto "Fénix - International Guitar Quartet" junto a su maestro Hubert Käppel (Alemania), Sotiris Malasiotis (Grecia) y Luciano Marziali (Italia).

## Premios y reconocimientos
- 1989  Primer Premio en el Concurso de Guitarra del Festival de la Creación e Investigación  Artística otorgado por el Instituto Superior de Arte de La Habana.
- "Talento se Anuncia con Talento", entregada por la Asociación Pro Cultura de Santa Cruz, Bolivia.
- 1990   Premio Especial por la Mejor Interpretación de Música Latinoamericana en el V Concurso  y Festival Internacional de Guitarra de La Habana.
- 1991   "Medalla de Oro", otorgada por el Gobierno Municipal de Santa Cruz, Bolivia, honrándolo como ciudadano ilustre.  "Premio al Joven Talento", entregado por el Cuerpo Diplomático.
- 1992   Premio Especial por la Mejor Interpretación de Música Cubana en el VI Concurso y Festival Internacional de Guitarra de La Habana.  "Mejor Graduado del Año en Trabajo Artístico", otorgado por el Instituto Superior de Arte de La Habana, Cuba.
- 1993  "Premio Joven al Boliviano más Destacado en el Exterior", concedido por las Naciones Unidas Para La Juventud.
- 1994   Premio Especial por la Mejor Interpretación de Música Latinoamericana en el VII Concurso y  Festival Internacional de Guitarra de La Habana.
- 1995  "Joven Sobresaliente de Santa Cruz", otorgado por la Cámara Junior del Oriente.   "Joven Sobresaliente de Bolivia", otorgado por la Asociación de Cámaras Junior de Bolivia.
- 1996   "Fellowship of the Americas", entregado por el  Centro John F. Kennedy para  las Artes de Washington D. C., USA, en reconocimiento a su trayectoria internacional en representación de su país y cultura.
- 1997  "Guitarra de Plata", otorgada por  el Gobierno Municipal de Montero.
- 1998  "Premio Nacional de Música", concedido por la Asociación de Literatos, Artistas Plásticos,   Músicos de Bolivia y el Gobierno de Bolivia.   Es seleccionado por el Gobierno Alemán a través de la DAAD (Organización Alemana   para el Intercambio Académico) para realizar estudios avanzados con los más importantes músicos alemanes de la guitarra.
- 1999  "Tahuichi de Oro",  otorgado por la Academia Tahuichi por la constante representación   boliviana en el extranjero.
- 2003  "Boliviano de Clase Mundial" otorgado  por la Asociación Latinoamericana de Prensa y  la Asociación de Trabajadores de la Prensa de Bolivia.
- 2005  “Diploma al Mérito Cultural Artístico”, otorgado por el Gobierno Municipal de Sucre.
- “Reconocimiento al Mérito Artístico”, otorgado por el Concejo Municipal de Potosí y la Sociedad Geográfica.
- “Notable Trayectoria y Trabajo de Integracion Nacional 2005”, otorgado por el Gobierno Municipal de La Paz y la Oficialía de Cultura.
- “Excelentes Labor y Dotes Artísticas”, otorgado por el Concejo Municipal de El Alto.  “Homenaje a su Destacada y Reconocida Trayectoria Artística”, entregado por la Fundación Sucre Capital Cultural.
- 2011  “Mérito Cultural”, otorgado por Juventud Empresa, Asociación de Jóvenes Empresarios de Santa Cruz.
- 2013  “Huésped de Honor de Cobija”, otorgado por el Concejo Municipal de Cobija.
- 2014  "Boliviano Sobresaliente en el Exterior", otorgado por al Escuela Europea de Negocios.
- 2015  Premio MAYA, al "Mejor Artista Clásico".  Reconocimiento de la Universidad Mayor, Real y Pontificia de San Francisco Xavier de Chuquisaca, Bolivia, por su “Destacada Trayectoria Artística y su Aporte a la Cultura boliviana”.
- 2016  "Reconocimiento a su Labor Musical de Compromiso con Bolivia”, de la Fundación Cultural del Banco Central de Bolivia.
- Fundación Smart Life, “Reconocimiento al Embajador de la Cultura a Nivel Internacional”.

## Discografía
- Aires Indios (septiembre de 2005)
- DVD Concierto  (septiembre de 2006)
- Concierto (septiembre de 2009)
- Tierra de Sangre Vital (marzo de 2013)
- De Yesterday a Penny Lane (enero de 2014)
- DVD Ángel de la Lluvia (enero 2021)